# Aeroportul Kokkola-Pietarsaari
Aeroportul Kokkola-Pietarsaari (IATA: KOK, ICAO: EFKK) este un aeroport din Kronoby, Ostrobotnia, Finlanda de Vest și Centrală⁠(d), Finlanda ce deservește zona Kokkola. Aeroportul a fost tranzitat în 2022 de 17.198 de pasageri. A fost numit după zona deservită.
Situat la o altitudine de 26 m, aeroportul dispune de 2 piste. Este operat de Finavia⁠(d).

## Infrastructură

### Piste
Aeroportul dispune de 2 piste. Pista 01/19 are suprafața de asfalt și dimensiunile 2.500 m × 60 m. Pista 11/29 are suprafața de asfalt și dimensiunile 700 m × 20 m. 